# Ландовер
Ландовер (англ. Landover) — статистически обособленная местность в округе Принс-Джорджес, штат Мэриленд (США). Население, согласно переписи 2020 года, 26 тыс. человек.

## География
Ландовер расположен восточнее округа Колумбия. С юго-запада на северо-восток его пересекает региональная трасса 704 (шоссе Мартина Лютера Кинга), пересекающаяся в его черте с Ландовер-Роуд (шоссе 202). С соседними населёнными пунктами Ландовер соединяют автобусные маршруты и линии Вашингтонского метрополитена.

## Население
По данным переписи населения 2020 года, в Ландовере проживали 25 998 человек, плотность населения составляла 6500 человек на квадратную милю (2510 чел./км²). Население было значительно моложе, чем в целом по штату Мэриленд: медианный возраст в Ландовере составлял 35,1 года, тогда как в среднем по штату — 39,7 года. Люди пенсионного возраста составляли 11 % от общего числа жителей Ландовера (17 % в среднем по Мэриленду). Доля детей в возрасте до 18 лет в Ландовере превышала 27 % (в среднем по штату менее 22 %). Средний размер семьи в 2020 году — 3,58 человека. Супружеские пары образовывали 1/3 от общего числа домохозяйств, 44 % взрослых жителей никогда не состояли в браке (36 % в среднем по штату).
30 % жителей родились за пределами США. Согласно опросу общин США 2022 года, более двух третей населения составляли афроамериканцы, почти четверть — латиноамериканцы. В более чем трети семей язык общения в доме отличался от английского. Уровень образования ниже, чем в среднем по штату: в то время как в среднем в Мэриленде в 2020 году почти 44 % жителей имели высшее образование (от бакалавра и выше), в Ландовере доля людей с высшим образованием составляла менее 24 %. В год переписи в Ландовере были низкий уровень занятости населения (около 66 %) и высокий процент людей, проживающих ниже уровня бедности (18 % против менее чем 10 % в среднем по штату).

## Достопримечательности
В Ландовере располагается основная арена клуба НФЛ «Вашингтон Коммандерс» — «Федэкс-филд». Ранее в Ландовере также располагалась спортивная арена «Кэпитал-центр», служившая домашней площадкой клубам «Вашингтон Буллетс» (НБА) и «Вашингтон Кэпиталз» (НХЛ) и популярным концертным залом, где выступали, в частности, Элис Купер, Эрик Клэптон, Боб Дилан, The Allman Brothers Band и The Who. Здание было снесено в 2002 году.
В черте Ландовера расположены здания, входящие в Национальный реестр исторических мест США — дом Beall’s Pleasure, построенный в 1795 году, и методистская епископальная церковь Ригли — памятник афроамериканской сельской религиозной архитектуры начала XX века.